# Kea (ocell)
El kea (Nestor notabilis) és una espècie d'ocell psitaciforme de la família dels lloros. És endèmic de la zona alpina de l'Illa Sud (Nova Zelanda).

## Descripció

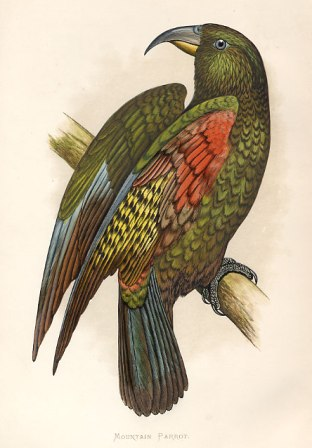
Il·lustració de W. T. Green.

El kea és un lloro gran que mesura de 46 a 50 cm de longitud total, i alguns exemplars poden arribar als 55 cm. Els adults pesen entre 750 i 1.000 g, amb un pes mitjà de 956 g per als mascles i de 779 g per a les femelles. Una font va indicar que el pes mitjà dels adults era de 922 g. Té un plomatge majoritàriament verd oliva amb un bec gris que té una part superior llarga, estreta i corba. L'adult té l'iris de color marró fosc, i el cere, els anells oculars i les potes són grisos. Té plomes taronges a la part inferior de les ales. Les plomes dels costats de la cara són de color marró oliva fosc, les de l'esquena i el dors són de color vermell ataronjat, i algunes de les plomes exteriors de les ales són de color blau apagat. Té una cua curta, ampla i de color verd blavós amb la punta negra. Els eixos de les plomes sobresurten a la punta de la cua i la part inferior de les plomes interiors de la cua té franges transversals groc-taronja. El mascle és aproximadament un 5% més llarg que la femella, i el bec superior del mascle és entre un 12 i un 14% més llarg que el de la femella. Els juvenils generalment s'assemblen als adults, però tenen anells oculars i cera grocs, un bec inferior groc ataronjat i potes gris-grogues.

## Distribució i hàbitat
El kea és una de les nou espècies de lloro endèmiques vives a Nova Zelanda.
S'estén des de les valls fluvials de les terres baixes i els boscos costaners de la costa oest de l'illa del Sud fins a les regions alpines de l'illa Sud com ara Arthur's Pass i el Parc Nacional d'Aoraki/Mount Cook. Està estretament associat en tota l'àrea de distribució amb els boscos de faigs meridionals (Nothofagus) de la carena alpina.
A part d'alguns exemplars errants ocasionals, els kea actuals no es troben a l'illa del Nord. S'ha trobat ossos subfòssils de kea a les dunes de sorra de Mataikona, a l'est de Wairarapa, Poukawa, prop de Hastings, i Waitomo, cosa que indica que es van estendre pels boscos de terres baixes de gran part de l'illa Nord fins a l'arribada dels colons polinesis fa uns 750 anys. Els subfòssils de kea no es limiten a les zones alpines, sinó que es troben habitualment en llocs de terres baixes o costaners de l'illa Sud. La distribució actual del kea reflecteix els efectes dels depredadors mamífers, inclosos els humans, que els han expulsat dels boscos de terres baixes cap a les muntanyes.

## Comportament

### Reproducció
Almenys un observador ha informat que el kea és poligini, amb un mascle unit a diverses femelles. La mateixa font també va assenyalar que hi havia un excedent de femelles.
Els kea són socials i viuen en grups de fins a 13 ocells. Els individus aïllats s'adapten malament en captivitat, però responen bé a veure's en un mirall.
En un estudi, els llocs de nidificació es produeixen amb una densitat d'un per cada 4,4 quilòmetres quadrats. Les zones de cria són més comunes en boscos de faigs austral (Nothofagus), situats en vessants escarpats. Es reprodueix a altures de 1.600 metres sobre el nivell del mar i més, és una de les poques espècies de lloros del món que passa regularment temps per sobre del límit arbori. Els llocs de nidificació solen estar situats a terra sota grans faigs, en esquerdes de roca o caus excavats entre arrels. S'hi accedeix per túnels que condueixen d'1 a 6 metres de profunditat a una cambra més gran, que està equipada amb líquens, molsa, falgueres i fusta en descomposició. El període de posta comença al juliol i s'allarga fins al gener. Es ponen de dos a cinc ous blancs, amb un temps d'incubació d'uns vint-i-un dies i un període de cria de noranta-quatre dies.
La mortalitat és alta entre els kea joves, amb menys del 40% que sobreviuen el primer any. La mitjana de vida d'un kea subadult salvatge s'ha estimat en cinc anys, basant-se en la proporció de kea que es van tornar a veure en temporades successives a Arthur's Pass, i tenint en compte una certa emigració a les zones circumdants. S'esperava que al voltant del 10% de la població local de kea tingués més de vint anys. El kea captiu més vell conegut tenia cinquanta anys el 2008.

### Habilitats cognitives
Els lloros kea tenen fortes habilitats cognitives. Segons estudis recents, els kea comparteixen la capacitat de tenir un sentit de control impulsiu i planificació anticipada. Poden esperar fins a 160 segons per obtenir una recompensa millor. A més, també utilitzen tàctiques d'assaig i error i usen l'aprenentatge per observació per resoldre problemes difícils i quan se'ls encomana trencaclosques i paranys. Aquestes habilitats de presa de decisions són similars a les dels primats i altres espècies d'ocells intel·ligents com el lloro gris cuavermell (Psittacus erithacus).
Els kea poden resoldre trencaclosques lògics, com ara empènyer i estirar coses en un ordre determinat per arribar al menjar, i treballaran junts per aconseguir un objectiu determinat. S'han filmat preparant i utilitzant eines.

## Dieta i alimentació
La dieta és omnívora consisteix principalment en arrels, fulles, baies, nèctar i insectes, però també inclou carronya. Antigament, es va caçar per obtenir recompensa a causa de la preocupació dels ramaders d'ovelles que ataqués el bestiar, especialment les ovelles. El kea ara és poc comú i va rebre protecció absoluta en virtut de la Llei de Vida Silvestre del 1986.
Com a omnívor, el kea s'alimenta de més de 40 espècies de plantes, larves d'escarabats, llagostes, caragols de terra, altres ocells (inclosos els pollets de baldriga) i mamífers (inclosos ovelles, conills i ratolins). S'ha observat trencant nius de baldriga per alimentar-se dels pollets després d'escoltar els pollets als nius. Gaudeix de la carn i la medul·la òssia dels cadàvers. El kea també s'ha aprofitat de les escombraries humanes i dels "regals" per menjar.
S'ha observat un comportament d'ús d'eines en aquesta espècie, en què un ocell anomenat Bruce, que té el bec superior trencat, va ficar còdols entre la llengua i la mandíbula inferior i després va utilitzar aquesta disposició per ajudar-se amb els seus hàbits d'empolaiment.

### Ovelles

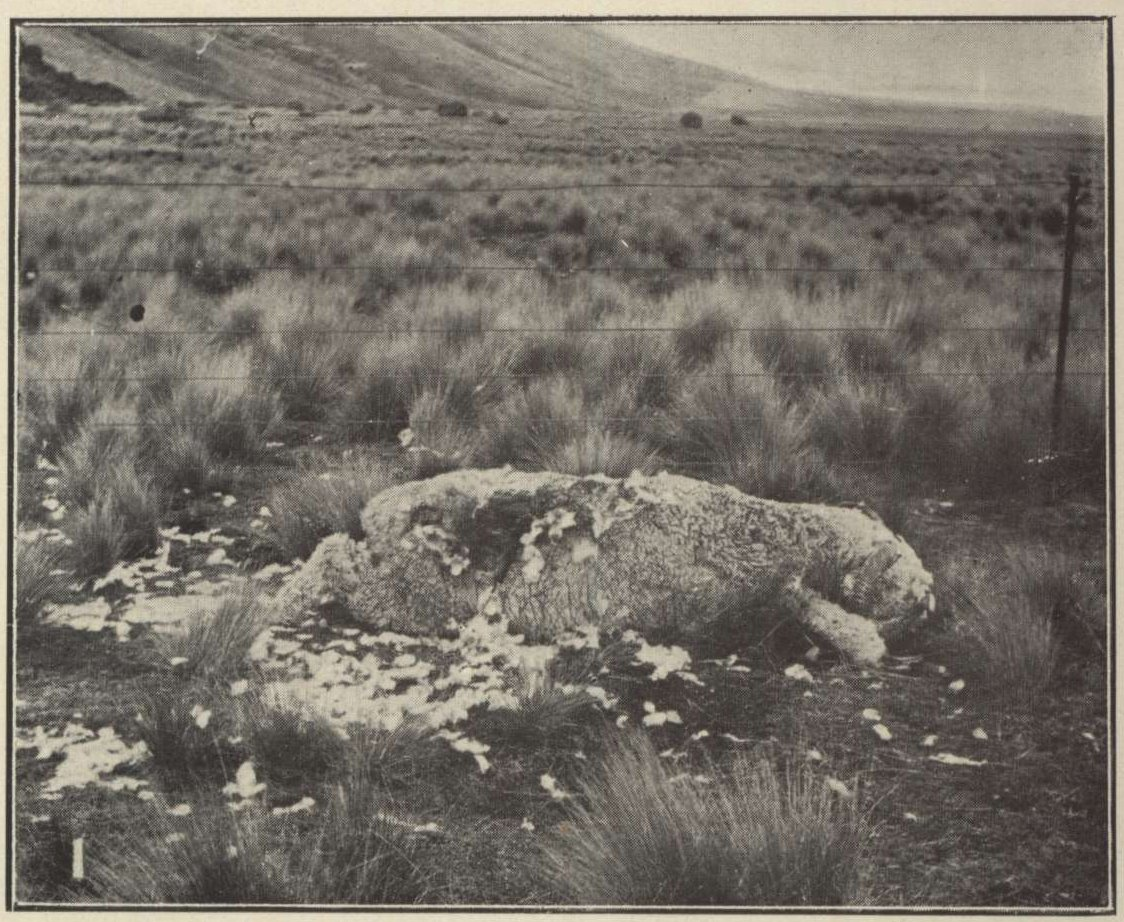
Ovelles, sospitoses que van ser mortes per un kea el juliol de 1907

La controvèrsia sobre si el kea s'alimenta d'ovelles és de llarga durada. A mitjan dècada de 1860 es va observar ovelles que patien ferides inusuals als costats o als lloms, després d'una dècada després que els ramaders d'ovelles es traslladessin a les terres altes. Tot i que alguns suposaven que la causa era una nova malaltia, la sospita aviat va recaure sobre el kea. James MacDonald, pastor en cap de l'estació de Wanaka, va presenciar un kea atacant una ovella el 1868, i relats similars es van estendre. Membres destacats de la comunitat científica van acceptar que el kea atacava les ovelles, i Alfred Wallace ho va citar com a exemple de canvi de comportament al seu llibre Darwinism de 1889. Thomas Potts va assenyalar que els atacs eren més freqüents durant l'hivern i les ovelles de dos anys de creixement i amb neu a la llana eren les més vulnerables, mentre que les ovelles recentment esquilades en temps càlid rarament eren molestades.
Malgrat les proves anecdòtiques substancials d'atacs d'ovelles, altres van romandre sense estar convençuts, sobretot en anys posteriors. Per exemple, el 1962, l'especialista en animals J.R. Jackson va concloure que, si bé l'ocell pot atacar ovelles malaltes o ferides, sobretot si les confon amb mortes, no és un depredador important. L'agost de 1992, però, els atacs nocturns van ser enregistrats en vídeo, demostrant que almenys alguns kea atacaven i s'alimentaven d'ovelles sanes. El vídeo va confirmar el que molts científics havien sospitat durant molt de temps: que el kea utilitza el seu potent bec i les urpes corbades per esquinçar la capa de llana i menjar el greix de l'esquena de l'animal. Tot i que l'ocell no mata directament les ovelles, la mort pot ser el resultat d'infeccions o accidents que pateixen els animals quan intenten escapar.
Com que els kea ara són una espècie protegida, els depredadors generalment són tolerats pels ramaders d'ovelles, tot i que no és clar per què alguns kea ataquen les ovelles i altres no. S'han proposat diverses teories, incloent-hi similituds amb les fonts d'aliment existents, la curiositat, l'entreteniment, la gana, els cucs, així com una progressió des de la recerca d'ovelles mortes i pells, sobre com es va adquirir el comportament per primera vegada. L'evidència anecdòtica també suggereix que només ocells particulars han après el comportament, i la identificació i eliminació d'aquests individus és suficient per controlar el problema.
També hi ha informes anecdòtics de kea atacant conills, gossos i fins i tot cavalls. També hi ha suggeriments que els kea solien alimentar-se de moes de manera similar.

### Relació amb els humans

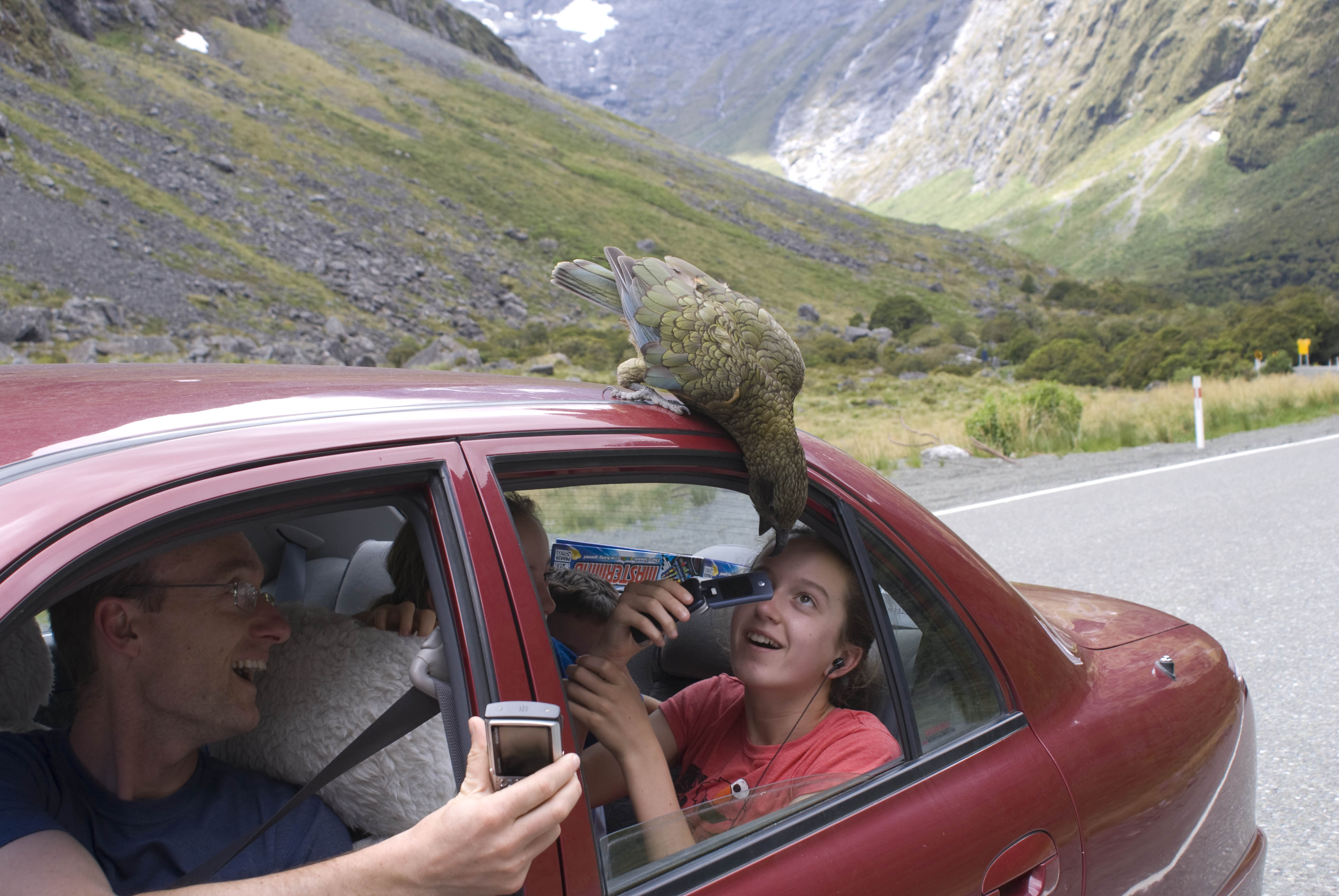
Kea investigant turistes.

S'ha descobert que els kea, que són socials, tenen un nivell d'alta capacitat cognitiva, amb la capacitat de resoldre tasques complexes. Aquesta curiositat i les ganes d'explorar i investigar fan d'aquest ocell una plaga tant per als residents com una atracció per als turistes. El 2017, el kea va ser votat Ocell de l'Any de Nova Zelanda en una campanya per conscienciar sobre la fauna salvatge en perill d'extinció del país.
Anomenat "el pallasso de les muntanyes", inspecciona motxilles, botes, esquís, taules de snowboard i fins i tot cotxes, sovint causant danys o volant amb objectes més petits. El kea s'ha tingut com a mascota abans de ser protegits, però rarament, ja que eren difícils de capturar i destructius quan eren en captivitat.
La gent sol trobar keas salvatges a les estacions d'esquí de l'Illa Sud, on els atreu la perspectiva de restes de menjar. La curiositat els porta a picotejar i endur-se peces de roba sense vigilància, o a separar peces de goma de cotxes, per a entreteniment i molèstia dels observadors humans. Sovint se'ls descriu com a "descarats". Fins i tot s'ha constata que un kea va fugir amb el passaport d'un turista que visitava el Parc Nacional de Fiordland.

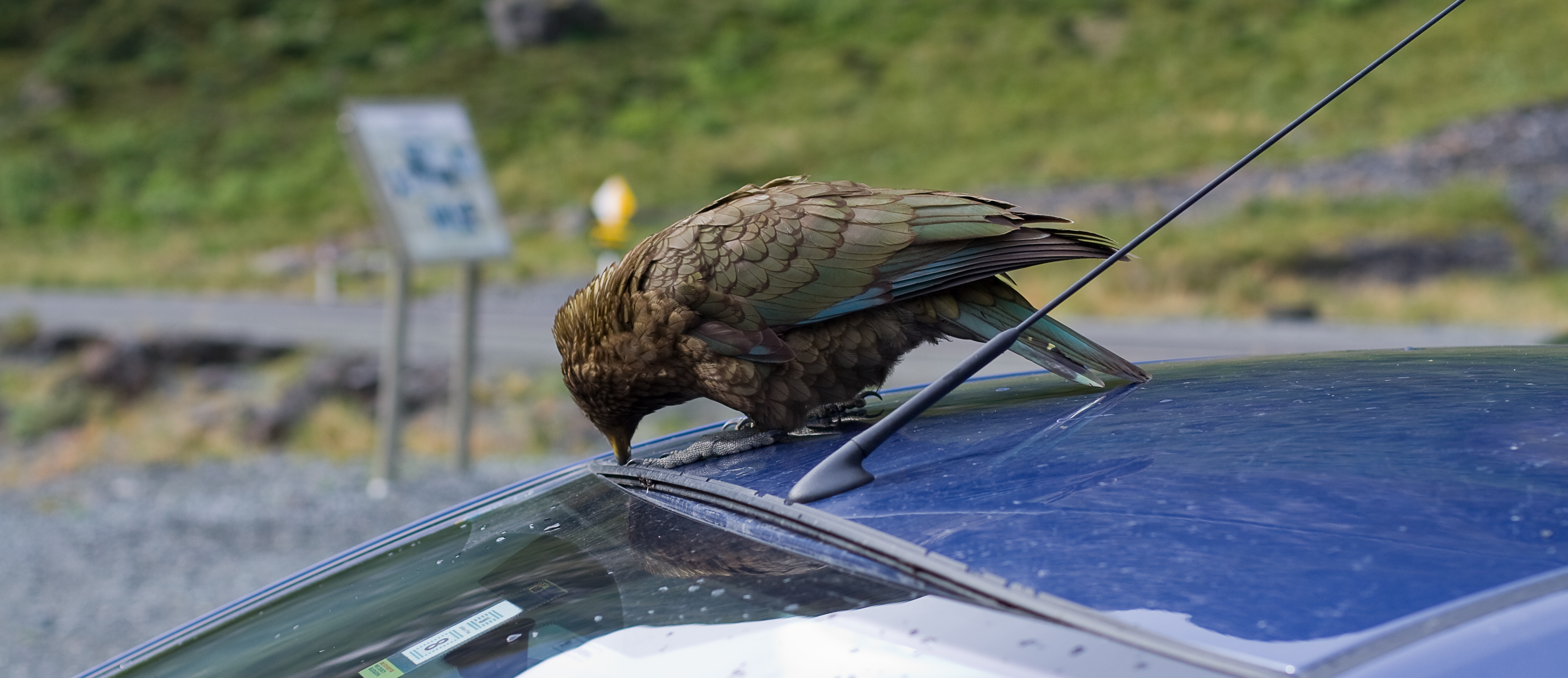
Kea fent malbé un cotxe aparcat.

El Departament de Conservació també va suggerir que l'estalvi de temps resultant d'una dieta més rica en calories donarà al kea més temps lliure per investigar i, per tant, danyar coses en càmpings i aparcaments.
El comportament naturalment confiat dels ocells al voltant dels humans també s'ha indicat com un factor que contribueix a diversos incidents recents en llocs turístics populars on s'han mort keas a propòsit.
Els keas eren aliment pels maoris. La tribu Waitaha creia que eren kaitiaki (guardians).